# Clavans-en-Haut-Oisans
Clavans-en-Haut-Oisans település Franciaországban, Isère megyében. Lakosainak száma 81 fő (2022. január 1.). Clavans-en-Haut-Oisans Vaujany, Saint-Sorlin-d’Arves, Besse, Le Freney-d’Oisans, Mizoën és Auris községekkel határos.

## Népesség
A település népességének változása:
| Lakosok száma | 80   | 66   | 88   | 109  | 109  | 108  | 101  | 100  | 98   | 81   |
|               | 1968 | 1982 | 1990 | 2006 | 2013 | 2015 | 2017 | 2019 | 2020 | 2022 |